# دیمیتری محمد
دیمیتری محمد (انگلیسی: Dimitri Mohamed؛ زادهٔ ۱۱ ژوئن ۱۹۸۹) بازیکن فوتبال اهل فرانسه است.
از باشگاه‌هایی که در آن بازی کرده‌است می‌توان به باشگاه ورزشی آمیان اشاره کرد.